# Église Saint-Robert de Saint-Robert (Lot-et-Garonne)
Pour les articles homonymes, voir Église Saint-Robert.
L'église Saint-Robert est une église catholique située à Saint-Robert, en France.

## Localisation
L'église Saint-Robert est située à Saint-Robert, dans le département français de Lot-et-Garonne, .

## Historique
L'édifice, datant probablement du 11e siècle et complété au 15ème siècle, est classé au titre des monuments historiques le 25 août 1931.